# Semantische Intuition
Die Semantische Intuition ist eine Kreativitätstechnik, bei der durch Kombination von Wörtern und Wortvorstellungen neue Ideen generiert werden sollen. Sie geht zurück auf Helmut Schlicksupp (1943–2010) und eignet sich besonders für die Generierung neuer Produktideen.

## Hintergrundgedanke
Bei der Semantischen Intuition bildet man zusammengesetzte Wörter aus zwei Einzelwörtern, die in der Regel aus dem Umfeld der Aufgabenstellung entnommen wurden. Das so entstehende Wort ist eine Anregung, die zu einer neuen Idee führen kann. 
Dieses Vorgehen wird häufig als Umkehrung der üblichen Vorgehensweise beschrieben, nach der man zuerst ein Produkt erfindet und sich dann überlegt, wie es genannt werden soll. Bei der Semantischen Intuition bildet man dagegen zuerst den Namen eines möglichen Produktes und überlegt sich dann, wie dieses Produkt aussehen könnte.

## Vorgehensweise
In der einfachen Variante der Methode wird zuerst aus dem Umfeld, für das neue Ideen entwickelt werden sollen, eine Liste von Begriffen gesammelt. Danach werden aus dieser Liste jeweils zwei Wörter zu einem neuen Wort kombiniert. Abschließend wird überlegt, was sich hinter dieser neuen Wortkombination verbergen könnte.
Bei einer anspruchsvolleren Variante werden zwei Wortlisten gebildet, die unterschiedliche Beziehungen zur Aufgabenstellung haben. Beispielsweise könnte bei einer Ideenfindung für neue Produkte eine Liste aus typischen Komponenten und die andere aus Funktionen bestehen. Kombiniert werden dann Wörter aus beiden Listen.
Es besteht auch die Möglichkeit, Wörter zu verwenden, die nichts mit der Aufgabenstellung zu tun haben. Dies kann zu innovativen Ideen führen, allerdings auf Kosten höherer Streuverluste, weil die Methode dann einer Zufallstechnik nahekommt.

## Beispiel
Es werden Ideen für Küchenprodukte gesucht. Es werden zwei Listen aus dem Aufgabenumfeld gebildet. Die erste Liste besteht aus typischen Aktivitäten in der Küche: rühren, kühlen, schmoren, würzen, … Die zweite Liste wird aus Objekten zusammengestellt, die typischerweise in der Küche zu finden sind: Topf, Messer, Ei, Pfanne, … Daraus ergeben sich beispielsweise die Wortkreationen: Rührtopf, Eiergewürz, Kühlpfanne. Mögliche Innovationen sind demnach ein Topf, der selbst seinen Inhalt rührt, eine spezielle Gewürzmischung für Spiegel- oder Frühstückseier und eine Pfanne mit Kühlfunktion für Desserts.

## Vor- und Nachteile
Die Methode kann schnell durchgeführt werden und sie benötigt weder Vorbereitung noch Vorkenntnisse seitens der Teilnehmer. Sie birgt aber große Streuverluste, da die Wortkombinationen oft nicht zu brauchbaren Ideen führen.